# Medallones de Valjunquera
Los medallones de Valjunquera es un dulce preparado a base de harina de trigo frita (fruta de sartén) muy preparado en Valjunquera (municipio de la provincia de Teruel). Se elabora con una masa de manteca de cerdo, harina y leche hirviendo junto con sal y huevo duro picado. Se corta en cuadrados o áreas redondas y finalmente la masa se fríe en aceite de oliva hirviendo. Se suelen servir recién elaborados y son muy populares en loa banquetes de boda o en ciertas ocasiones festivas de la provincia de Teruel.